# Garsenda di Guascogna
Garsenda o Gersenda (... – dopo il 972), per il matrimonio con Raimondo Ponzio I di Tolosa, divenne contessa di Tolosa, duchessa di Settimania, contessa di Nîmes e contessa d'Albi, duchessa d'Aquitania e contessa d'Alvernia.

## Origine
Figlia del duca di Guascogna Garcia II e di Amuna, figlia del conte Guglielmo I di Bordeaux. Garcia II era il figlio primogenito del duca di Guascogna Sancho III Mitarra o Menditarrat e di Quisilo di Guascogna, figlia del conte García di Bueil. Secondo altre fonti sarebbe nipote di Sancho III Mitarra o Menditarrat, in quanto figlio di Sancho Sanchez (figlio di Sancho III) e di Andregoto di Navarra.

## Biografia
Garsenda, prima del 936, fu data in moglie al conte di Tolosa, duca di Settimania, conte di Nîmes e conte d'Albi, duca d'Aquitania e Conte d'Alvernia, Raimondo Ponzio I, infatti, nel novembre del 936, Raimondo Ponzio fece una donazione all'abbazia di Saint-Pons-de-Thomières, assieme alla moglie Garsenda (Pontius…comes Tolosanus, primarchio et dux Aquitanorum et uxor mea Garsindis). Il matrimonio viene confermato anche dai Textos navarros del Codice de Roda. Raimondo Ponzio I era l'unico figlio del conte d'Albi e di Nîmes, conte di Tolosa e duca di Settimania, Raimondo II († circa 924) e della moglie (come risulta sia dal documento nº 52 dell'Histoire Générale de Languedoc, Preuves, Tome V, in cui è citata, come contessa in una donazione alla cattedrale di Narbona, sia nelle Europäische Stammtafeln, vol II, 68 (non consultate)), Guinidilda († dopo il 923), figlia del conte di Barcellona, Goffredo il Villoso (circa 840-897) e di Guinidilda che, secondo la storica Alison Weir era figlia di Baldovino I delle Fiandre, mentre altri dicono fosse figlia di Mirò I conte di Rossiglione.
Nel corso del 937, Garsenda, assieme al marito, aveva fatto altre due donazioni, una a gennaio, ed un'altra alcuni mesi dopo.
Nel 940, Raimondo Ponzio e Garsenda (Domni Pontii ducis Aquitanorum et comitis Tolosani, Guarsindis uxoris eius) controfirmarono una donazione dei vescovi di Narbona e di Béziers all'abbazia di Saint-Pons-de-Thomières.
Garsenda viene citata, come vedova in un documento del 969, In quanto il marito, Raimondo Ponzio, viene indicato come già deceduto.
Gersenda, nel 972, sottoscrisse una donazione fatta dal figlio, Raimondo.
Poi nel luglio di quello stesso anno, Garsenda fece una donazione per l'anima del marito, Raimondo Ponzio.
Non si conosce la data esatta della morte di Garsenda, ma si conosce il suo testamento redatto, nel corso del 972.

## Figli
Garsenda a Raimondo Ponzio diede due figli:
- Raimondo III[6] (?-978), conte di Tolosa, duca di Settimania, conte di Nîmes e d'Albi.
- Letgarda di Tolosa (?-?), che ebbe un figlio Amelio che è citato nel testamento di Garsenda[17].

### Fonti primarie
- (LA)  Preuves de l'Histoire Générale de Languedoc, tome V.

### Letteratura storiografica
- René Poupardin, I regni carolingi (840-918), in «Storia del mondo medievale», vol. II, 1999, pp. 583–635.
- Louis Alphen, Francia: Gli ultimi Carolingi e l'ascesa di Ugo Capeto (888-987), in "Storia del mondo medievale", vol. II, 1999, pp. 636–661
- (ES)  Textos navarros del Codice de Roda.